# بيتر دي أنجليس

بيتر دي أنجليس

بيتر دي أنجليس (بالإنجليزية: Peter DeAngelis)‏ كان ملحّنًا أمريكيًا، ولد في 18 يونيو 1929 بفيلادلفيا بولاية بنسيلفانيا (الولايات المتحدة الأمريكية) وتوفي في سبتمبر 1982. أسس شركة Chancellor Records (المستشار للتسجيلات)، بالتشارك مع روبرت ماركوتشي عام 1957، باقتراض ماليّ من والد ماركوتشي. كان دي أنجليس بارعًا في كتابة السمفونيات ومعزوفات جوقة القاعات. كتب دي أنجليس ولحّن، بالتعاون مع ماركوتشي، أكثر من مائة أغنية لعدّة مغنّين، منهم دين مارتن وإيدي فيشر ومايك دوغلاس وبوبي ريدال. أسفر عملهما مع فرانكي أفالون وفابيان في أواخر خمسينات وأوائل ستينات القرن الماضي عن عدّة نجاحات باهرة، منها أغنية أفالون "Venus" («الزُهرة») وأغنية فابيان "Young and Wonderful" («شاب ورائع»).

## موسيقى شارة الأفلام التي لحّنها
- إلى الشمال نحو ألاسكا (بالإنجليزية: North to Alaska)‏ (فيلم وسترن، الولايات المتحدة الأمريكية، عام 1960): بالتعاون مع روبرت ماركوتشي وليونيل نيومان.